# Vicente Jiménez Zamora
Vicente Jiménez Zamora (Ágreda, 28 gennaio 1944) è un arcivescovo cattolico spagnolo, dal 6 ottobre 2020 arcivescovo emerito di Saragozza.

## Biografia
Vicente Jiménez Zamora è nato ad Ágreda, provincia di Soria, il 28 gennaio 1944.

### Formazione e ministero sacerdotale
Ha compiuto gli studi ecclesiastici nel seminario di Burgo de Osma-Ciudad de Osma e presso la Pontificia Università di Comillas, allora avente sede a Santander.
Il 29 giugno 1968 è stato ordinato presbitero per la diocesi di Osma-Soria. Lo stesso anno ha conseguito la licenza in teologia presso la Pontificia Università Gregoriana. Nel 1970 ha ottenuto le licenze in teologia morale presso l'Accademia alfonsiana e in filosofia presso la Pontificia università "San Tommaso d'Aquino". In seguito è stato superiore del seminario diocesano dal 1970 al 1972; professore di religione dal 1974 al 1988; professore nella Scuola di infermeria di Soria; professore di filosofia e teologia nel seminario diocesano; canonico della cattedrale dell'Assunta a Burgo de Osma-Ciudad de Osma dal 1977 al 2004; delegato episcopale per l'insegnamento religioso dal 1978 al 1985 e delegato episcopale per il clero dal 1985 al 1992; vicario episcopale e coordinatore per la pastorale dal 1988 al 1993; presidente del capitolo della concattedrale di San Pietro a Soria dal 1990 al 2004; vicario generale dal 2001 al 2003 e amministratore diocesano dal 2003 alla nomina episcopale.

### Ministero episcopale
Il 21 maggio 2004 papa Giovanni Paolo II lo ha nominato vescovo di Osma-Soria. Ha ricevuto l'ordinazione episcopale il 17 luglio successivo nella cattedrale dell'Assunta a Burgo de Osma-Ciudad de Osma  dall'arcivescovo Manuel Monteiro de Castro, nunzio apostolico in Spagna e Andorra, co-consacranti il cardinale Antonio María Rouco Varela, arcivescovo metropolita di Madrid, e l'arcivescovo metropolita di Burgos Francisco Gil Hellín. Durante la stessa celebrazione ha preso possesso della diocesi.
Nel gennaio del 2005 ha compiuto la visita ad limina.
Il 27 luglio 2007 papa Benedetto XVI lo ha nominato vescovo di Santander. Ha preso possesso della diocesi il 9 settembre successivo.
Nel marzo del 2014 ha compiuto una seconda visita ad limina.
Il 12 dicembre 2014 papa Francesco lo ha nominato arcivescovo metropolita di Saragozza. Ha preso possesso dell'arcidiocesi il 21 dello stesso mese.
In seno alla Conferenza episcopale spagnola è membro della commissione per la vita consacrata e della commissione permanente dal marzo del 2020. In precedenza è stato membro della commissione per la dottrina della fede dal 2007 al 2008, membro della commissione per la pastorale sociale dal 2008 al 2011; presidente della commissione per la vita consacrata dal 2011 al 2017 e membro del comitato esecutivo dal marzo del 2017 al marzo del 2020.
Il 29 marzo 2014 papa Francesco lo ha nominato membro della Congregazione per gli istituti di vita consacrata e le società di vita apostolica.
Il 6 ottobre 2020 lo stesso papa ha accolto la sua rinuncia al governo pastorale dell'arcidiocesi di Saragozza per raggiunti limiti d'età.
Dal 2 gennaio 2024 al giugno 2025 è stato amministratore apostolico di Huesca e di Jaca.
Fa parte dell'Associazione dei teologi moralisti di Spagna.

## Genealogia episcopale e successione apostolica
La genealogia episcopale è:
- Cardinale Scipione Rebiba
- Cardinale Giulio Antonio Santori
- Cardinale Girolamo Bernerio, O.P.
- Arcivescovo Galeazzo Sanvitale
- Cardinale Ludovico Ludovisi
- Cardinale Luigi Caetani
- Cardinale Ulderico Carpegna
- Cardinale Paluzzo Paluzzi Altieri degli Albertoni
- Papa Benedetto XIII
- Papa Benedetto XIV
- Papa Clemente XIII
- Cardinale Marcantonio Colonna
- Cardinale Giacinto Sigismondo Gerdil, B.
- Cardinale Giulio Maria della Somaglia
- Cardinale Carlo Odescalchi, S.I.
- Cardinale Costantino Patrizi Naro
- Cardinale Lucido Maria Parocchi
- Papa Pio X
- Papa Benedetto XV
- Papa Pio XII
- Cardinale Eugène Tisserant
- Papa Paolo VI
- Cardinale Agostino Casaroli
- Cardinale Manuel Monteiro de Castro
- Arcivescovo Vicente Jiménez Zamora

La successione apostolica è:
- Vescovo Antonio Gómez Cantero (2017)